# 2012-es Selyemút-rali
A 2012-es Selyemút-rali a negyedik versenye volt a Selyemút-rali versenysorozatának. A versenyt az elmúlt évhez hasonlóan kizárólag Oroszországban rendezték meg autós  és kamionos egységek részére. A versenyen négy magyar egység is rajthoz állt: az autósok mezőnyében a Szalay-Bunkoczi páros az Opel Antarával, a Fazekas-Horn páros a BMW X5-tel és a Liszi-Sin páros a Mitsubishi Pajeroval, míg a kamionosok között a Kovács-Tóth-Tóth trió egy Scaniát irányítottak.

## Résztvevők
A versenyen 88 autó és 24 kamion indult el.

## Útvonal
A verseny az orosz fővárosból, Moszkvából indult. A rajtceremóniát július 7-én tartották a Vörös téren,. 
|    | Útvonal    | Útvonal   | Útvonal    | Útvonal             | Útvonal             | Útvonal             |
| #  | Dátum      | Honnan    | Hová       | Speciális           | Összekötő           | Össztáv             |
| -- | ---------- | --------- | ---------- | ------------------- | ------------------- | ------------------- |
| 0. | július 7.  | Moszkva   | Riazan     | - km                | 185 km              | 185 km              |
| 1. | július 8.  | Riazan    | Volgográd  | 258 km              | 620 km              | 878 km              |
| 2. | július 9.  | Volgográd | Volgográd  | 309 km              | 125 km              | 434 km              |
| 3. | július 10. | Volgográd | Eliszta    | 275 km              | 402 km              | 677 km              |
| 4. | július 11. | Eliszta   | Eliszta    | 380 km              | 285,5 km            | 665,5 km            |
| 5. | július 12. | Eliszta   | Majkop     | 338 km              | 328 km              | 666 km              |
| 6. | július 13. | Majkop    | Gelendzsik | Törölték a szakaszt | Törölték a szakaszt | Törölték a szakaszt |

## Szakaszok
| Szakasz | Autók                                               | Típus          | Kamionok                                                                      | Típus   |
| ------- | --------------------------------------------------- | -------------- | ----------------------------------------------------------------------------- | ------- |
| 1.      | Borisz Gadaszin (RUS) · Dan Sjemel (RUS)            | G-Force Proto  | Eduard Nyikolajev (RUS) · Szergej Szavosztyin (RUS) · Vlagyimir Ribakov (RUS) | Kamaz   |
| 2.      | Christian Lavieille (FRA) · Pascal Larroque (FRA)   | Dessoude Proto | Ajrat Margyejev (RUS) · Ajdar Beljajev (RUS) · Anton Mirnij (RUS)             | Kamaz   |
| 3.      | Christian Lavieille (FRA) · Pascal Larroque (FRA)   | Dessoude Proto | Eduard Nyikolajev (RUS) · Szergej Szavosztyin (RUS) · Vlagyimir Ribakov (RUS) | Kamaz   |
| 4.      | Vlagyimir Vasziljev (RUS) · Vitalij Jevtyekov (RUS) | G-Force Proto  | Ales Loprais (CZE) · Serge Bruynkens (BEL) · Frank Deenen (BEL)               | MAN     |
| 5.      | Szalay Balázs (HUN) · Bunkoczi László (HUN)         | Opel Antara    | Ajrat Margyejev (RUS) · Ajdar Beljajev (RUS) · Anton Mirnij (RUS)             | Kamaz   |
| 6.      | Törölve                                             | Törölve        | Törölve                                                                       | Törölve |

## Végeredmény
| Autók | Autók                                             | Autók                  | Autók       |
| #     | Versenyző                                         | Típus                  | Időeredmény |
| ----- | ------------------------------------------------- | ---------------------- | ----------- |
| 1.    | Borisz Gadaszin (RUS) · Dan Sjemel (RUS)          | G-Force Proto          | 20:03:42    |
| 2.    | Szalay Balázs (HUN) · Bunkoczi László (HUN)       | Opel Antara            | + 00:03:34  |
| 3.    | Miroslav Zapletal (HUN) · Rafal Marton (POL)      | H3 Evo                 | + 00:10:35  |
| 4.    | Lucio Alvarez (ARG) · Bernardo Graue (ARG)        | Toyota Hilux Overdrive | + 00:28:13  |
| 5.    | Christian Lavieille (FRA) · Pascal Larroque (FRA) | Dessoude Proto         | + 01:15:25  |

| Kamionok | Kamionok                                                                   | Kamionok | Kamionok    |
| #        | Versenyző                                                                  | Típus    | Időeredmény |
| -------- | -------------------------------------------------------------------------- | -------- | ----------- |
| 1.       | Ajrat Margyejev (RUS) · Ajdar Beljajev (RUS) · Anton Mirnij (RUS)          | Kamaz    | 20:06:25    |
| 2.       | Peter Versluis (NED) · Jurgen Damen (BEL) · Harry Schuurmans (NED)         | MAN      | + 00:30:28  |
| 3.       | Anton Sibalov (RUS) · Robert Amatics (RUS) · Ildar Sajszultanov (RUS)      | Kamaz    | + 00:57:18  |
| 4.       | Ales Loprais (CZE) · Serge Bruynkens (BEL) · Frank Deenen (BEL)            | MAN      | + 01:03:09  |
| 5.       | Dmitrij Sotnyikov (RUS) · Szergej Savocsin (RUS) · Vlagyimir Ribakov (RUS) | Kamaz    | + 02:05:58  |